# Pištec šedokrký
Pištec šedokrký (Mohoua novaeseelandiae) je druh malého pěvce z čeledi Mohouidae. Tento pták nenápadného zbarvení je endemický Novému Zélandu, kde se vyskytuje pouze na Jižním a Stewartově ostrově a na některých menších přilehlých ostrůvcích. Jedná se o poměrně hojný druh. V oblastech svého rozšíření představuje hlavního hostitele kukačky dlouhoocasé.

## Systematika
Druh popsal německý přírodovědec Johann Friedrich Gmelin v roce 1789 jako Parus novae Seelandiae. Gmelinův popis vyšel v Linného Systema Naturae. Druhové jméno odkazující k Novému Zélandu bylo později standardizováno na novaeseelandiae. Druh byl po většinu 20. století řazen převážně do monotypického rodu Finschia, avšak někdy od přelomu 80. a 90. let 20. století byl rod Finschia zrušen a pištec šedokrký byl přiřazen do rodu Mohua, který sdílí s dalšími dvěma novozélandskými pištci. Rod Mohua se řadí do samostatné čeledi Mohouidae, jedné z mála novozélandských endemických ptačích čeledí. Jedná se o monotypický taxon, tzn. netvoří žádné poddruhy.

## Rozšíření a stanoviště
Pištec šedokrký se endemitně vyskytuje pouze na Novém Zélandu. Obývá Jižní ostrov, Stewartův ostrov a některé další menší ostrůvky blízké novozélandské pevnině. Pištci jsou poměrně hojně, avšak kapsovitě rozšíření po většině Jižního ostrova. Preferují lesnaté a křovinaté biotopy s původními i nepůvodními dřevinami. Vyskytují se od mořské hladiny až po hranici lesa (buše). Nejhojnější jsou na západ a na sever od Jižních Alp, početné populace se však nachází i např. na Banksově poloostrově, kolem Mt Peel nebo v centrálním Otagu kolem Dunedinu.

## Popis

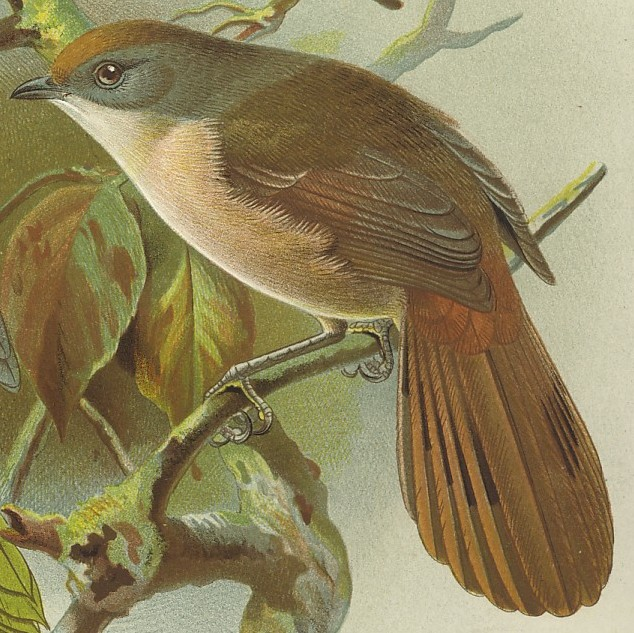
Ilustrace pištce šedokrkého (John Gerrard Keulemans, 1888)

Tento malý pěvec dosahuje délky těla 13 cm. Samice váží kolem 13,5 g, samci 11 g. Rozpětí křídel dosahuje 14–15 cm. Korunka, záda, kostřec a ocas jsou červenohnědé. Na tváři a na krku se nachází šedé rozmazané skvrny. Od oka dozadu se táhne bílý proužek. Spodina je převážně světle šedožlutá od hrdla až po podocasní krovky, jejichž konečky jsou tmavé. Samec, samice i nedospělí jsou stejného vzevření. Zobák je krátký a silný, světle šedorůžový s tmavě šedě zakončenou spodní čelistí. Duhovky jsou světle šedohnědé. Nohy jsou světle šedorůžové nebo šedohnědé.

K záměně může dojít hlavně s pěvuškou modrou, kterou lze rozlišit mj. podle zobáku jemnějších tvarů, kratších hnědých noh a tmavě šedé hlavy, krku a hrudi. Dobrým rozpoznávacím znakem je i ekologie druhu – pěvuška se krmí u země a vyskytuje se běžně i samostatně, zatímco pištec šedokrký je hejnovitý pták, co se na zemi krmí jen výjimečně.

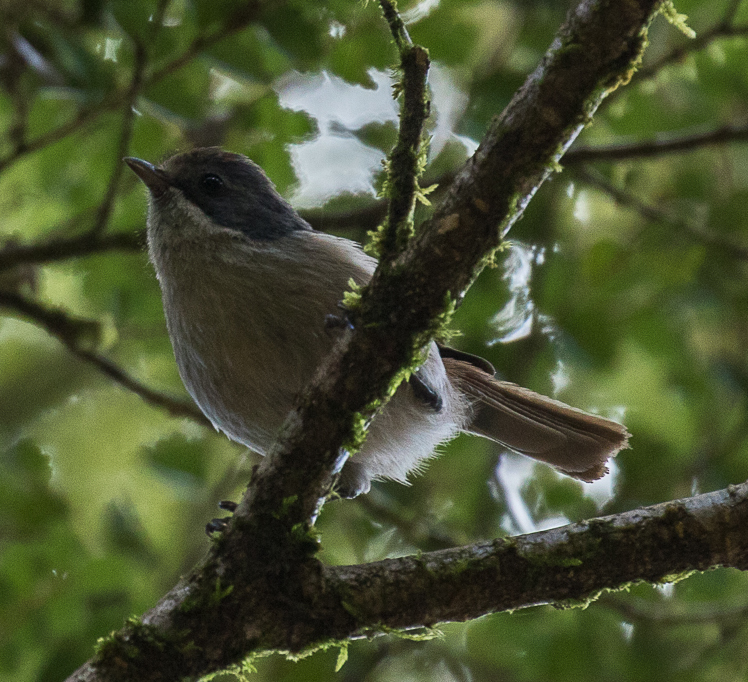
Pištec šedokrký

## Biologie
Pištci šedokrcí se často pohybují v hejnech, které rychle přelétávají vysoko v korunách stromů. Mají poměrně bohatý a hlučný vokální projev. Samci trylkují, melodicky hvízdají nebo vydávají důrazné krátké či-ro-rí-ro-rí-rí. Živí se převážně bezobratlými živočichy jako jsou pavouci, brouci, mouchy, housenky a můry. Potravu doplňují ovocem. Potravu sbírají hlavně ve stromovém baldachýnu, pouze výjimečně se krmí na zemi. Často jsou k vidění, jak hlavou dolů visí ne konečcích tenkých větviček korun stromů a hledají hmyz na spodní straně listů.

### Hnízdění

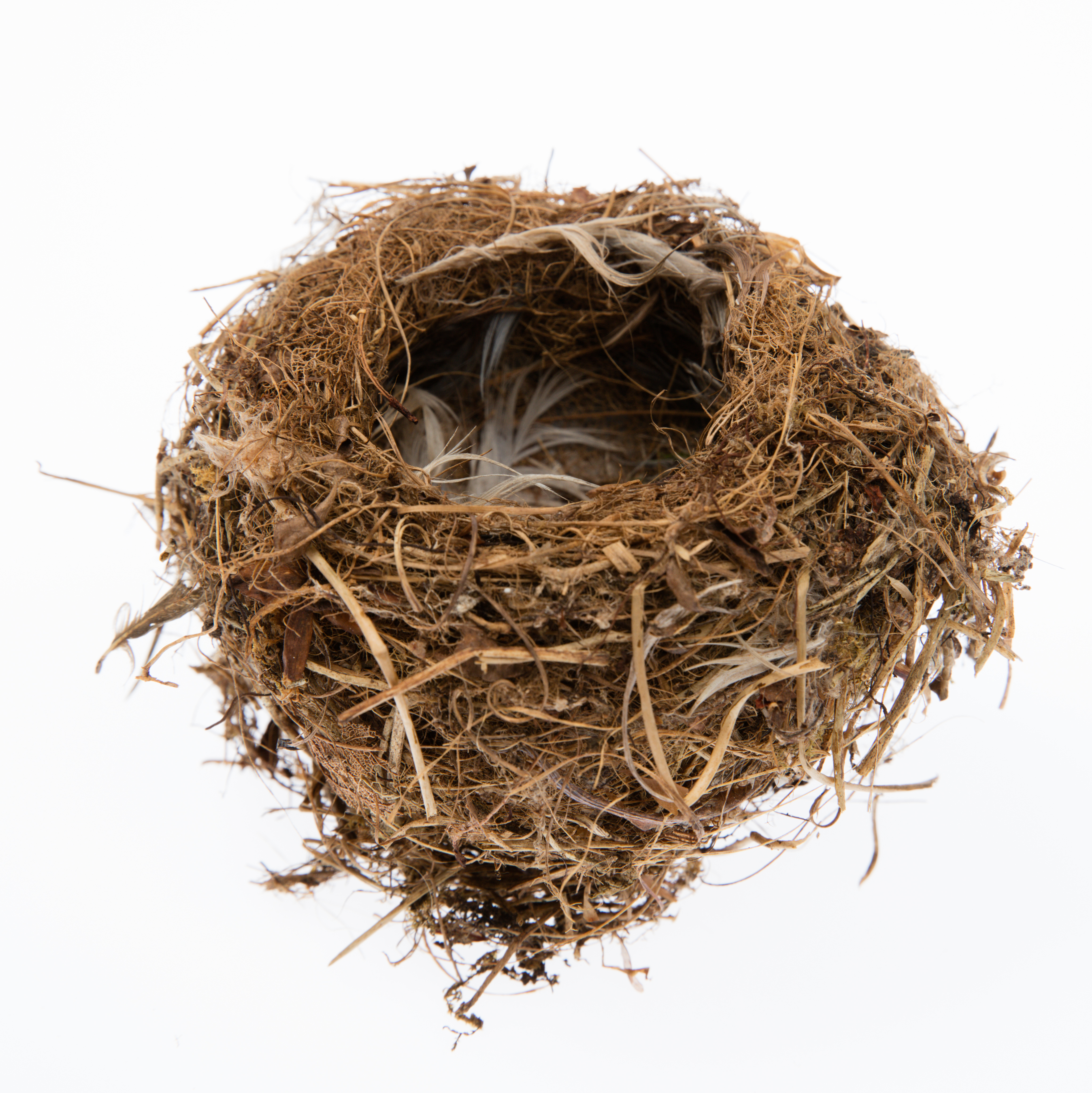
Hnízdo pištce šedokrkého má tvar hlubokého šálku

K zahnízdění dochází od konce září do počátku února. Hnízdo má tvar hlubokého šálku. Bývá umístěno v korunách stromů nebo v hustém křoví a staví jej pouze samice. Stavebním materiálem bývají vláknité proužky z kůry a listí, lišejníky a mech s vetkanými pavoučími sítěmi. Vystýlku tvoří tráva a peří. Samice klade 2–4 vejce o rozměrech cca 19×14 mm. Vejce jsou bílá až tmavě růžová s různou měrou malých červenohnědých skvrnek, které jsou koncentrovány u širšího konce vejce. Samice inkubuje kolem 17–21 dní. O ptáčata se starají oba rodiče po 18–22 dní. Pár často vychová 2 snůšky za jedno hnízdí období a v případě časného zániku snůšek se mohou pokusit o zahnízdění i 4× do roka.
Nedospělí pištci se po opuštění hnízda shlukují do hejn o desítkách jedinců, která se rozpadnou někdy po skončení zimy. Na Jižním a Stewartově ostrově se jedná o hlavního hostitele kukačky dlouhoocasé (Urodynamis taitensis), která je několikanásobně větší než pištec. Nezřídka je tak k vidění, jak dospělý pištec vykrmuje několikanásobně většího nezletilce kukačky. Pokud se kukačka ocitne v blízkosti pištců, tito malí pěvci se ji často snaží agresivně odehnat.

## Ohrožení a ochrana
Mezinárodní svaz ochrany přírody hodnotí druh jako málo dotčený. Druh je poměrně početný a běžný, nicméně lze předpokládat úbytek stavů po evropské kolonizaci Nového Zélandu, se kterou došlo k úbytku přirozených stanovišť (zejména nížinatých lesů) i zavlečení nepůvodních druhů predátorů jako jsou krysy, mustelidi a kočky.